# Trofeo Ciudad de Pontevedra
El Trofeo Ciudad de Pontevedra de fútbol, es un Trofeo amistoso de verano disputado en la ciudad de Pontevedra (España) y los encuentros se disputan en el Estadio de Pasarón. El Trofeo comenzó a disputarse en 1967 y se mantiene vigente en la actualidad. En ocasione suele coincidir con la celebración de las Fiestas de la Virgen de la Peregrina. Debido a que en la ciudad se disputa otro gran Trofeo, como el Trofeo Luis Otero el equipo local representativo de la ciudad ha ido alternándose a lo largo del tiempo entre el Pontevedra CF y el Atlético Pontevedrés-Pontevedra CF B, filial del equipo titular.
Desde 1981 a 1986 se organizó también un Trofeo de homenaje a la figura de José García Blanco, expresidente del equipo. El Trofeo se denominó, Trofeo García Blanco.

## Palmarés
Trofeo Ciudad de Pontevedra
| Año       | Edición       | Campeón                          | Resultado  | Subcampeón                 |
| --------- | ------------- | -------------------------------- | ---------- | -------------------------- |
| 1967      | I             | Atlético Pontevedrés             | 2-2 (pen)  | SD Compostela              |
| 1968      | II            | Atlético Pontevedrés             | 3-2        | Cultural Deportiva Leonesa |
| 1969      | III           | Atlético Pontevedrés             | 5-1        | Hogar Español de Londres   |
| 1970      | IV            | CD Ourense                       | 0-0 (pen)  | Atlético Pontevedrés       |
| 1971      | V             | SD Compostela                    | 1-0        | Atlético Pontevedrés       |
| 1972      | VI            | Gran Peña FC                     | 2-1        | Atlético Pontevedrés       |
| 1973      | VII           | -                                | -          | -                          |
| 1974      | VIII          | Atlético Pontevedrés             | -          | Arosa SC                   |
| 1975      | IX            | -                                | -          | -                          |
| 1976-1980 | No disputados | -                                | -          | -                          |
| 1981      | X             | Atlético Pontevedrés             | 1-1 (pen)  | Portonovo SD               |
| 1982      | XI            | -                                | -          | -                          |
| 1983      | XII           | -                                | -          | -                          |
| 1984      | XIII          | Gil Vicente SC                   | 1-0        | Atlético Pontevedrés       |
| 1985      | No disputado  | -                                | -          | -                          |
| 1986      | No disputado  | -                                | -          | -                          |
| 1987      | XIV           | Villalonga FC                    | 2-1        | Atlético Pontevedrés       |
| 1988      | XV            | RCD Mallorca                     | 0-0 (pen)  | Pontevedra CF              |
| 1989      | XVI           | -                                | -          | -                          |
| 1990      | XVII          | Atlético Pontevedrés             | -          | -                          |
| 1991      | XVIII         | Villalonga FC                    | 7-1        | Atlético Pontevedrés       |
| 1992      | XIX           | Villalonga FC                    | 1-1 (pen)  | Atlético Pontevedrés       |
| 1993      | XX            | Atlético Pontevedrés             | -          | CD Mosteiro                |
| 1994      | XXI           | Gran Peña FC                     | 2-0        | Atlético Pontevedrés       |
| 1995      | XXII          | Pontevedra CF B                  | 2-2 (pen)  | Arosa SC                   |
| 1996      | XXIII         | SD Compostela                    | 1-0        | Pontevedra CF              |
| 1997      | XXIV          | -                                | -          | -                          |
| 1998      | XXV           | UD Las Palmas                    | 1-1 (pen)  | Pontevedra CF              |
| 1999      | XXVI          | Pontevedra CF                    | 1-0        | Levante UD                 |
| 2000      | XXVII         | Pontevedra CF                    | 0-0 (pen)  | Real Betis Balompié        |
| 2001      | XXVIII        | RC Celta de Vigo                 | 1-1 (pen)  | Pontevedra CF              |
| 2002      | XXIX          | SD Compostela                    | 2-1        | Pontevedra CF              |
| 2003      | XXX           | Racing Club de Ferrol            | 1-0        | Pontevedra CF              |
| 2004-2006 | No disputado  | -                                | -          | -                          |
| 2007      | XXXI          | Pontevedra CF                    | 2-2 (pen)  | SC Braga                   |
| 2008      | XXXII         | Pontevedra CF                    | 1-0        | SC Freamunde               |
| 2009      | XXXIII        | RC Celta de Vigo                 | 3-2        | Pontevedra CF              |
| 2010      | XXXIV         | Selección de Galicia 3ª División | 1-0        | Pontevedra CF              |
| 2011      | XXXV          | Pontevedra CF                    | 1-1 (pen)  | CD Lugo                    |
| 2012      | XXXVI         | Coruxo FC                        | 1-0        | Pontevedra CF              |
| 2013      | XXXVII        | Pontevedra CF                    | 2-1        | CD Lugo                    |
| 2014      | XXXVIII       | Real Valladolid                  | 3-0        | Pontevedra CF              |
| 2015      | XXXIX         | Real Valladolid                  | 2-0        | Pontevedra CF              |
| 2016      | XL            | Real Valladolid                  | 1-0        | Pontevedra CF              |
| 2017      | XLI           | Real Sporting de Gijón           | 3-1        | Pontevedra CF              |
| 2018      | No disputado  | -                                | -          | -                          |
| 2019      | XLII          | RC Deportivo                     | triangular | CD Tenerife Pontevedra CF  |
| 2021      | XLIII         | Racing Club de Ferrol            | 3-1        | Pontevedra CF              |

Trofeo García Blanco
| Año  | Edición | Campeón          | Resultado | Subcampeón    |
| ---- | ------- | ---------------- | --------- | ------------- |
| 1981 | I       | RC Celta de Vigo | 0-0 (pen) | Pontevedra CF |
| 1982 | II      | RC Deportivo     | 1-1 (pen) | Pontevedra CF |
| 1983 | III     | Pontevedra CF    | 3-1       | CD Ourense    |
| 1984 | IV      | Pontevedra CF    | 1-0       | AD Fafe       |
| 1985 | V       | Pontevedra CF    | 2-1       | SC Vianense   |
| 1986 | VI      | Pontevedra CF    | 0-0 (pen) | Castilla CF   |

## Campeones
Trofeo Ciudad de Pontevedra
| Equipo                        | Títulos | Ediciones                                      |
| ----------------------------- | ------- | ---------------------------------------------- |
| Atlético Pontevedrés          | 6       | 1967, 1968, 1969, 1974, 1981, 1990, 1993, 1995 |
| Pontevedra CF                 | 6       | 1999, 2000, 2007, 2008, 2011, 2013             |
| SD Compostela                 | 3       | 1971, 1996, 2002                               |
| Villalonga FC                 | 3       | 1987, 1991, 1992                               |
| Real Valladolid               | 3       | 2014, 2015, 2016                               |
| Gran Peña FC                  | 2       | 1972, 1994                                     |
| RC Celta de Vigo              | 2       | 2001, 2009                                     |
| Racing Club de Ferrol         | 2       | 2003, 2021                                     |
| CD Ourense                    | 1       | 1970                                           |
| Gil Vicente SC                | 1       | 1984                                           |
| RCD Mallorca                  | 1       | 1988                                           |
| UD Las Palmas                 | 1       | 1998                                           |
| Selección Galicia 3ª División | 1       | 2010                                           |
| Coruxo FC                     | 1       | 2012                                           |
| Real Sporting de Gijón        | 1       | 2017                                           |
| RC Deportivo                  | 1       | 2019                                           |

Trofeo García Blanco
| Equipo           | Títulos | Ediciones              |
| ---------------- | ------- | ---------------------- |
| Pontevedra CF    | 4       | 1983, 1984, 1985, 1986 |
| RC Celta de Vigo | 1       | 1981                   |
| RC Deportivo     | 1       | 1982                   |